# Фишер, Роман
Роман Фишер (нем. Roman Fischer, 3 августа 1915 — ?) — австрийский и немецкий фехтовальщик-рапирист, призёр чемпионата мира.

## Биография
Родился в 1915 году в Вене. В 1934 и 1935 годах занимал 2-е места на чемпионате Австрии. В 1936 году занял 3-е место на чемпионате Австрии, а также принял участие в состязаниях по фехтованию на шпагах и рапирах на Олимпийских играх в Берлине, но неудачно. В 1937 году выиграл чемпионат Австрии, и стал бронзовым призёром чемпионата мира.
После аншлюса Австрии Германией вступил в СС. В 1938 году выиграл чемпионат Германии.